# Ramón Amarilla
Ramón Amarilla (n. Posadas, 7 de abril de 1967) es un suboficial mayor argentino retirado de la Policía de Misiones y un destacado referentedel reclamo salarial del personal policial y penitenciario de la provincia. Durante 2024, se erigió como vocero de la Mesa de Negociación de Policías y Penitenciarios, liderando protestas por mejoras salariales y condiciones laborales. En mayo de ese año, encabezó una manifestación significativa en Posadas, que incluyó un acampe frente a la Jefatura de Policía, lo que atrajo la atención de los medios nacionales.En las elecciones de Misiones del 8 de junio de 2025 fue electo diputado provincial por el partido Por la Vida y los Valores. Su caso ha generado gran atención mediática y política debido a su detención y posterior elección desde prisión. 
En septiembre de 2024, Amarilla fue detenido bajo acusaciones de «sedición» y «conspiración»,tras una denuncia interna que indicaba «planes» para tomar la Jefatura de Policía. Se le imputó la organización de revueltas y la incitación a disturbios, aunque no se presentaron pruebas directas que lo vincularan con estos actos. A pesar de su declaración pública y transparente en su defensa, el juez de instrucción 3 de Posadas, Fernando Verón, dictó su prisión preventiva, junto con la de otros siete exagentes.
Amarilla permaneció detenido en la Unidad Penal VIII de Cerro Azul, donde continuó su lucha por los derechos de los trabajadores de la seguridad pública provincial. A pesar de su situación, anunció y proclamó su candidatura como diputado provincial desde la cárcel,buscando representar a los sectores más vulnerables y a los trabajadores en la legislatura misionera.
Su caso ha generado un debate sobre la criminalización de las protestas laborales y la persecucióna quienes ejercen su derecho a la protesta en defensa de sus derechos laborales.

## Candidatura y elección
A pesar de su situación judicial, Amarilla encabezó la lista del partido Por la Vida y los Valores en las elecciones legislativas de junio de 2025.  Su candidatura fue inicialmente impugnada por el fiscal electoral Flavio Marino Morchio debido a su situación judicial, pero el Tribunal Electoral provincial resolvió habilitarlo. En las elecciones, Amarilla obtuvo el 19,12% de los votos, quedando en tercer lugar detrás del oficialista Frente Renovador y La Libertad Avanza, lo que le permitió acceder a una banca en la Legislatura provincial.  

## Liberación y situación actual
Tras su elección, el Superior Tribunal de Justicia de Misiones ordenó su liberación, reconociendo los fueros parlamentarios que le otorgan inmunidad parlamentaria. Amarilla fue liberado el 13 de junio de 2025,tras haber estado detenido durante 267 días en la Unidad Penal VIII de Cerro Azul. A pesar de su liberación, aún enfrenta cargos por «sedición» y «conspiración».  
Su caso representa un precedente inédito en la historia política misionera,siendo la primera vez que una persona detenida es elegida para ocupar una banca en la Legislatura provincial.

## Caso ocho policías detenidos
- Por el acampe policial, quienes fueron detenidos[10]desde el 19 de septiembre de 2024 son:
  - Amarilla, Ramón Oscar.
(liberado el 13 de junio de 2025: 267 días (8 meses, y 23 días detenido).
  - Arrieta, Iván Ezequiel.
(liberado el 22 de julio de 2025: 306 días (10 meses, y 3 días detenido).[11]
  - Arrieta, Ramón Alejandro.
(liberado el 22 de julio de 2025: 306 días (10 meses, y 3 días detenido).[11]
  - Canteros, Lisandro Ramón. 
(liberado el 15 de julio de 2025: 299 días (9 meses, y 25 días detenido).[12]
  - Correa, Diego Hernán.
(liberado el 29 de julio de 2025: 313 días (10 meses, y 10 días detenido).[13]
  - Coutto, Horacio Ezequiel.
(liberado el 1 de julio de 2025: 285 días (9 meses, y 11 días detenido).[14]
  - Guirula, Adolfo Basilio.
(liberado el 1 de julio de 2025: 292 días (9 meses, y 18 días detenido).[15]
  - Orrego, Joaquín Alejandro.
(liberado el 24 de junio de 2025: 278 días (9 meses, y 5 días detenido).[16]